# Msaranga
Msaranga ist ein Verwaltungsbezirk (Ward) des Distrikts Moshi (MC) in der tansanischen Region Kilimandscharo.

## Geografie
Msaranga liegt im Nordosten von Tansania im Osten der Regionshauptstadt Moshi. Der Bezirk liegt zwischen den zwei Flüssen Rau River im Westen und Kisango im Osten. Die Grenze im Norden bildet die Nationalstraße T2, die hier Taifa Road heißt. Im Süden reicht der Bezirk bis zum Rau-Naturwaldreservat.
Der Bezirk grenzt im Norden an Kiboriloni, im Osten an Ng'ambo, im Süden an Old Moshi Magharibi des Distrikts Moshi, im Westen an Mji Mpya und im Nordwesten in einem Punkt an Rau. Bei der Volkszählung 2022 lebten 13.138 Menschen in 3611 Haushalten auf einer Fläche von 6,2 Quadratkilometern.

## Gliederung
Der Bezirk besteht aus drei Stadtteilen (Mtaa):
- Msaranga
- Msufini
- Rauya

## Wirtschaft und Infrastruktur
- Bildung: Im Bezirk gibt es keine weiterführende Schule.[8]
- Rau-Naturwaldreservat: Im Süden hat der Bezirk Anteil am Rau-Naturwaldreservat. Dieses 5,8 Quadratkilometer große Naturreservat wurde bereits um 1900 in der Deutschen Kolonialzeit angelegt. Es beherbergt schwarz-weiße Stummelaffen, Diademmeerkatzen, Dikdiks und über 70 Baumarten, darunter endemische Arten wie Milicia excelsa, die bis zu 200 Jahre alt und 50 Meter hoch werden.[9][10]